# Juan de Pareja (Velázquez)
Juan de Pareja je obraz španělského umělce Diega Velázqueze, portrét jeho asistenta Juana de Pareja, významného malíře, který byl v době, kdy byl obraz dokončen, Velázquezovým otrokem. Velázquez namaloval portrét v Římě v roce 1650.
Obraz je vystaven v Metropolitním muzeu umění v New Yorku. V době koupě pro toto muzeum v roce 1970 byl považován za jednu z „nejvýznamnějších akvizic v historii muzea“. Byl to první obraz v historii, který se prodal za více než 1 000 000 liber.

## Dějiny
V roce 1649 byl Diego Velázquez jako dvorní malíř španělského krále Filipa IV. poslán do Říma, aby zakoupil umělecká díla pro Alcázar v Madridu. Byla to Velázquezova druhá cesta do Itálie a vezl si s sebou zotročeného muže Juana de Pareja, malíře afrického původu narozeného v Seville, který pracoval jako jeho pomocník v umělecké dílně. Během svého pobytu v Římě namaloval Velázquez olejomalbu s portrétem Juana de Pareja, která byla vystavena v rámci výstavy obrazů v Pantheonu dne 19. března 1650. Podle Velázquezova životopisce Antonia Palomina obraz vystavený „v křížové chodbě rotundy (kde je pohřben Raffael z Urbina)... sklidil všeobecný úspěch, neboť podle názoru všech malířů z nejrůznějších zemí vypadaly všechny ostatní portréty jako obrazy, a pouze tento byl jako skutečný.“
Velázquez namaloval portrét Juan de Pareja ve své dílně, jako cvičení v rámci přípravy na oficiální portrét papeže Innocenta X. Papež, brunátný ve tváři, vyobrazen ve světle růžových a karmínových šatech, představoval barevně i kompozičně složité zadání. Navíc, šlo o portrétování se živým modelem, byl Velázquez nucen pracovat rychle a přitom zachytit podstatu papežova charakteru. Portrét Juana de Pareja odráží Velázquezovo zkoumání obtíží, s nimiž předpokládal, že se setká při tvorbě papežově portrétu. Otrok je oblečen v elegantním oděvu s límcem, který se často nenosil ani u panovnického dvora, a se šerpou přes rameno, kterou nosili vysocí hodnostáři. Aby vyrovnal omezenou paletu barev, Velázquez zvolil volnou, téměř impresionistickou podobu tahů štětcem, čímž portrétovanému dodává intenzivní živý vzhled. Palomino o tomto i ostatních římských portrétech píše: „Všechny tyto portréty namaloval dlouhými tahy stejně jako velký Tizian a o nic hůře.“
Za tento obraz byl Velázquez přijat za člena Římské akademie (1650).
Juan de Pareja (asi 1610–1670) se stal umělcem a v roce 1654 byl Velázquezem propuštěn.

## Vlastnictví a kopie
Vlastnictví obrazu mezi jeho první výstavou v Pantheonu v Římě v roce 1650 a koncem osmnáctého století není známo. Ve Španělsku není o malbě žádný záznam. Nejstarší zmínka o vlastnictví obrazu se objevuje v eseji napsaném v roce 1765 Franciscem Preciadem, ředitelem Královské španělské akademie v Římě. Uvádí, že obraz vlastní kardinál Trajano D'Acquaviva (1694-1747), který žije v Římě.
Obraz se pak znovu objeví v záznamech jako součást sbírky vévodů z Baranella (kardinál Tomasso Ruffo, † 1753) v Neapoli. V letech 1764 až 1798 je registrován jako součást sbírky sira Williama Hamiltona, britského velvyslance v Neapolském království. Soupis inventáře Palazzo Sessa, jeho rezidence v Neapoli, obsahuje „portrét maurského otroka od Velázqueze“. Když opustil Neapol, poslal Hamilton portrét spolu s dalšími díly do Londýna k úschově, na palubě lodi Fondroyant, vlajkové lodi lorda Nelsona. Hamilton se vrátil do Anglie těžce zadlužený a portrét byl vydražen v aukčním domě Christie's v roce 1801. V aukčním katalogu byl obraz uveden jako Velazquezův „Portrét maurského otroka, který byl v jeho službě a stal se velkým malířem“. Prodal se za 39 guinejí a znovu zmizel ze záznamu.
Později se objevil ve sbírce Jacoba Pleydell-Bouverie, 2. hraběte Radnora na hradě Longfordu v Salisbury. V katalogu sbírky rodiny Radnorů, zveřejněné v roce 1909, se uvádí, že portrét byl součástí sbírky do roku 1814 a mohl být získán v roce 1811. Zůstal ve vlastnictví rodiny Radnorů více než 150 let, dokud nebyl 27. listopadu 1970 prodán v Christie's v Londýně za rekordní částku 2 310 000 liber (v přepočtu 2 200 000 guinejí nebo 5 544 000 dolarů). Byl to první obraz, který se prodal za více než 1 000 000 liber, čímž se stanovil nový rekord v ceně obrazů prodaných v aukci.
Obraz je považován za jednu z „nejvýznamnějších akvizic v historii muzea“. Theodore Rousseau, hlavní kurátor muzea, uvedl, že obraz je „jedním z nejkrásnějších uměleckých děl, která se v současné době na trh dostalo“.
Nejlepší a nejznámější kopie patří Hispánské společnosti Ameriky v New Yorku. Kopie Hispánské společnosti je považována za malovanou podle originálu v době, kdy byl ve sbírce hraběte Radnora na hradě Longford. Existuje teorie, že kopii Hispánské společnosti namaloval samotný model, Juan de Pareja.

## Odkaz a vliv
Portrét inspiroval slavný román Já, Juan de Pareja z roku 1965 od Elizabeth Borton de Treviño. Román získal dětskou literární cenu Newbery Medal v roce 1966.
Velazquezův obraz interpretoval surrealistický malíř Salvador Dalí ve svém díle z roku 1960 Portrét Juan de Pareja, Velázquezova pomocníka, který je ve sbírce Minneapolis Institute of Art.
Francouzsko-senegalský umělec Iba N'Diaye zakomponoval Velázquezův portrét do svého obrazu z roku 1986, Juan de Pareja agresse par les chiens (Juan de Pareja ohrožený psy).
Ústředním tématem hry 2012 Znechucený Ayada Akhtara je obraz protagonisty, jihoasijského muslimského muže, který namaloval svou bílou manželku ve stylu portrétu Juana de Pareja.